# Tourrée de l'Aubier
De Tourrée de l'Aubier is een Franse kaas, gemaakt in de Jura.
De naam komt van de schors waarin de verse kaas verpakt wordt. "Aubier" is het Franse woord dat gebruikt wordt voor het jongste deel van een boom, de laag direct onder de schors. In een cirkel van dat deel van het hout van een spar wordt de jonge kaas verpakt voordat het rijpingsproces begint.
De kaas wordt gemaakt van koemelk. Het is een gewassen korstkaas, wat inhoudt dat gedurende het rijpingsproces de kaas meermalen gewassen wordt met pekelwater. De kaas wordt in kleine verpakkingen geleverd, maar er bestaat ook een grote versie voor de gespecialiseerde kaashandelaren. Deze grotere kaas heeft een langere rijpingstijd.
De kaas blijft zacht van binnen, krijgt een geprononceerde smaak, waarin het hout waar de kaas in verpakt is duidelijk een rol speelt.